# Sty Taköe
|  | Denne artikel er oprettet af botten PalnaBot ud fra en ekstern database. Den kan derfor have sproglige fejl eller mangler. Denne skabelon kan fjernes efter kontrol af indholdet. |

Sty Taköe er en film instrueret af Karen Thastum.

## Handling
Underflod; Ansigter der venter; Monumenter, floder; Uendelige boligblokke; Jernbanespor; Ka - da - gung, ka - da - gung, ka - da - gung, ka - da - gung, ka - da; Faldne blade - spirer; "Så længe jeg lever"; I Novosibirsk; "Der er noget galt i Danmark"; I Uljanovsk; Lukkede byer - åbnet; I forbifarten. Lyddias-indtryk fra en togrejse med Next Stop Sovjets kulturtog med 75 kunstnere ombord.